# Структура біогеоценозу
Структу́ра біогеоцено́зу

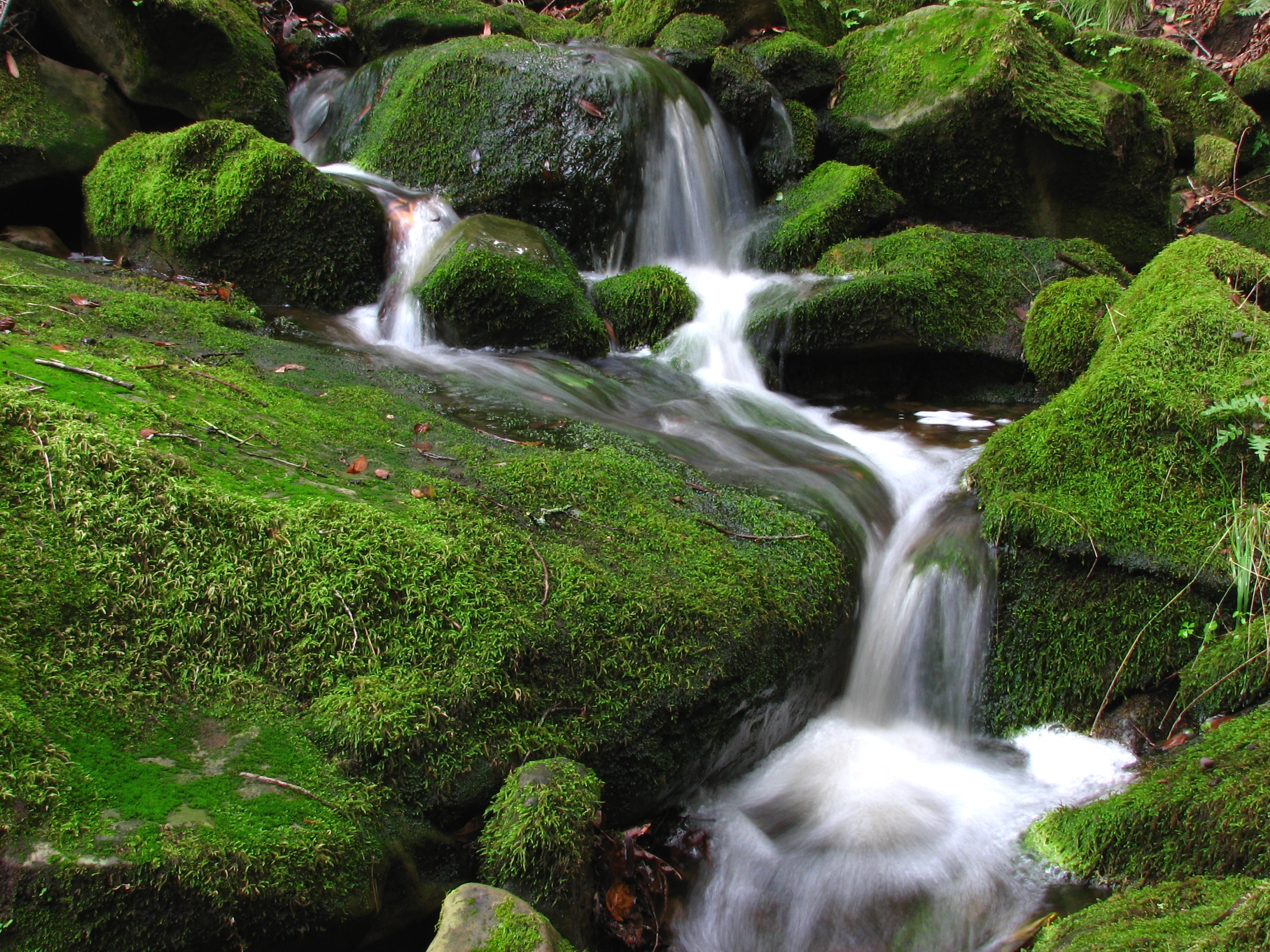

Формування біогеоценозу здійснюється за рахунок  міжвидових зв'язків, які визначають його структуру, тобто впорядкованість будови і функціонування  екосистеми. Розрізняють видову, просторову і трофічну структуру біогеоценозу.

## Видова структура біогеоценозу
Під видовою структурою біогеоценозу розуміють різноманітність у ньому видів і співвідношення  чисельності або  біомаси всіх вхідних до нього  популяцій.
Організми різних видів мають неоднакові вимоги до середовища, тому в різних екологічних умовах формується неоднаковий видовий склад. Якщо біологічні особливості якогось виду різко відрізняються в цьому плані від інших видів, то цей вид внаслідок  конкуренції випадає зі  співтовариства і входить до іншого, відповідного йому біогеоценозу. Іншими словами, в кожному біогеоценозі відбувається природний відбір найбільш пристосованих до даних екологічних умов організмів.
Розрізняють бідні і багаті видами біогеоценози. У полярних крижаних пустелях і тундрах при крайньому дефіциті тепла, в безводних жарких пустелях, сильно забруднених стічними водами водоймах біоценози вкрай бідні видами, оскільки лише деякі з них можуть адаптуватися до таких несприятливих умов. У тих же біотопах, де умови абіотичного середовища близькі до оптимальних, навпаки, виникають надзвичайно багаті видами угруповання (загальне число видів живих організмів в таких екосистемах складає від декількох сотень до багатьох тисяч). Прикладами можуть служити вологі тропічні ліси, складні діброви, заплавні луки тощо. Видовий склад молодих біоценозів, тих, які тільки-но формуються (наприклад, молоді посадки сосни), зазвичай бідніший, ніж зрілих, що склалися давно.
Види, що переважають в біогеоценозі за чисельністю особин або займають велику площу, називають  домінантами. Наприклад, в наших лісах серед дерев домінує ялина, в трав'яному покриві — кислиця, зелений мох, серед мишоподібних гризунів — нориці і т. д. Однак далеко не всі домінантні види однаково впливають на біогеоценоз. Серед них виділяються ті, які відіграють чільну роль у визначенні складу, структури і властивостей екосистеми шляхом створення середовища для всієї спільноти. Такі середовищеутворюючі види називають едифікаторами. Основними едифікаторами (творцями, будівельниками угруповання) наземних біогеоценозів є рослини; в лісах це ялина, дуб, на низинних болотах — осоки, на верхових болотах — сфагновий мох.

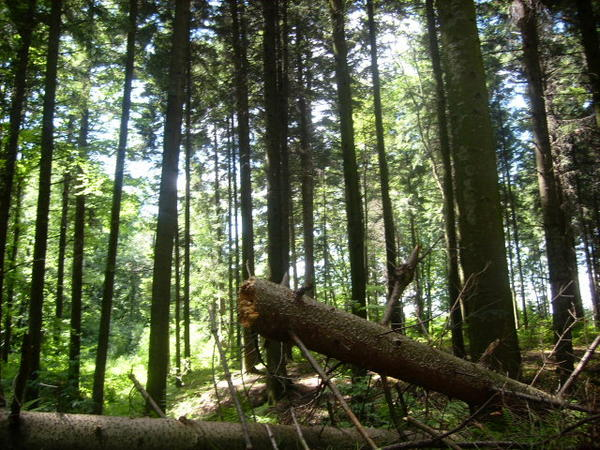
хвойний ліс,бір
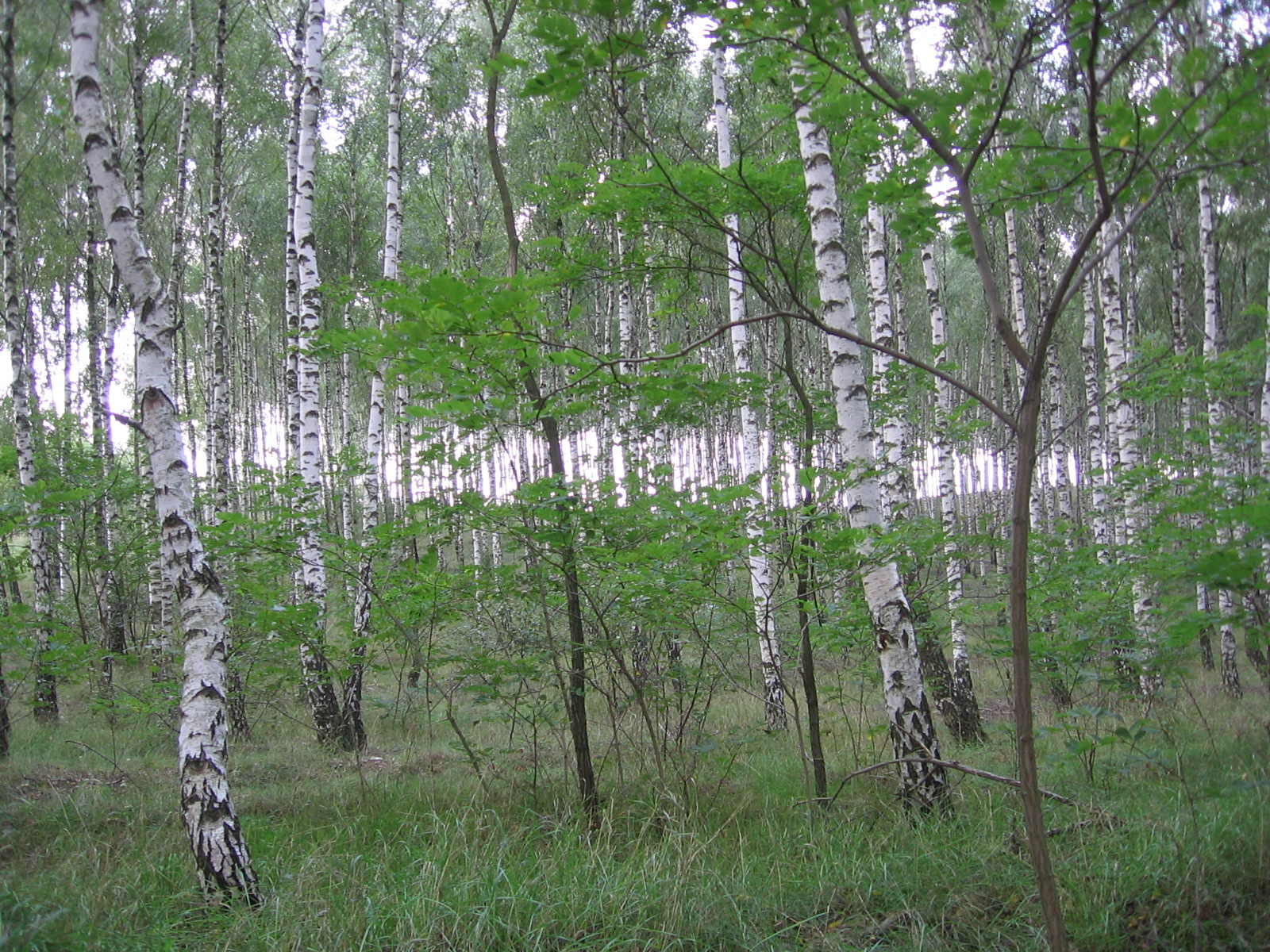
березняк

Яким же чином певні види рослин створюють середовище для всієї спільноти? Як приклад розглянемо хвойний ліс. У ясні літні дні під пологом ялинового лісі освітленість в 1,5-2 рази менша, а температура повітря на 0,2-0,8 °С нижча, ніж під широколистяними деревами. Під густі крони ялин проникає в 2-2,5 рази менше атмосферних опадів, ніж під крони берези, осики, дуба. При цьому дощові води, що стікають з крон ялин, мають кислу реакцію (рН 3,5-4,0). І нарешті, опад під ялиною складається переважно з хвої, яка дуже повільно розкладається, в результаті чого під ялиною формується потужна підстилка з низьким вмістом необхідного для всіх рослин гумусу.
Таким чином, ялина в процесі своєї життєдіяльності настільки змінює умови середовища, що даний біотоп стає непридатним для існування багатьох видів живих організмів. Тут поселяються тільки ті види, які пристосовані до життя в таких умовах (наприклад, кислиця, майник, зелений мох).
В деяких випадках едифікаторами можуть бути і тварини. Наприклад, на територіях, зайнятих колоніями байбаків, саме їхня діяльність визначає в основному характер ландшафту, мікроклімат і умови зростання трав'янистих рослин.
Крім відносно невеликого числа видів-домінантів, до складу біогеоценозу входить звичайно безліч малочисельних і навіть рідкісних форм, які створюють його видове багатство, збільшують різноманітність  біоценотичних зв'язків і служать резервом для поповнення та заміщення домінантів. Ці види надають біогеоценозу стійкість і забезпечують його функціонування в різних умовах. Отже, чим вища видова різноманітність, тим повніше використовуються ресурси середовища проживання і тим стабільніший біогеоценоз. Крім того, велике біорізноманіття є гарантом складності просторової структури ценозу.

## Просторова структура біогеоценозу

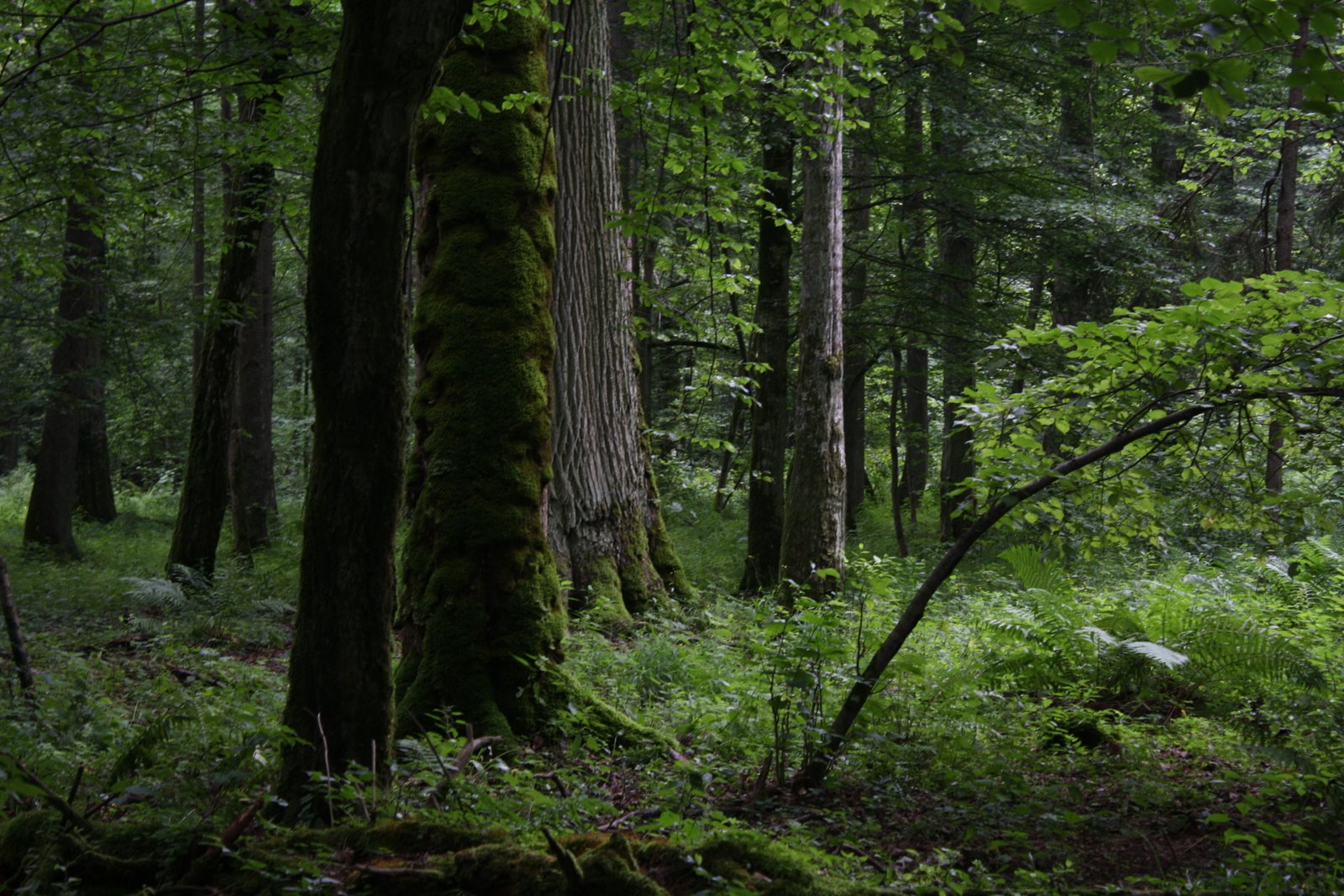

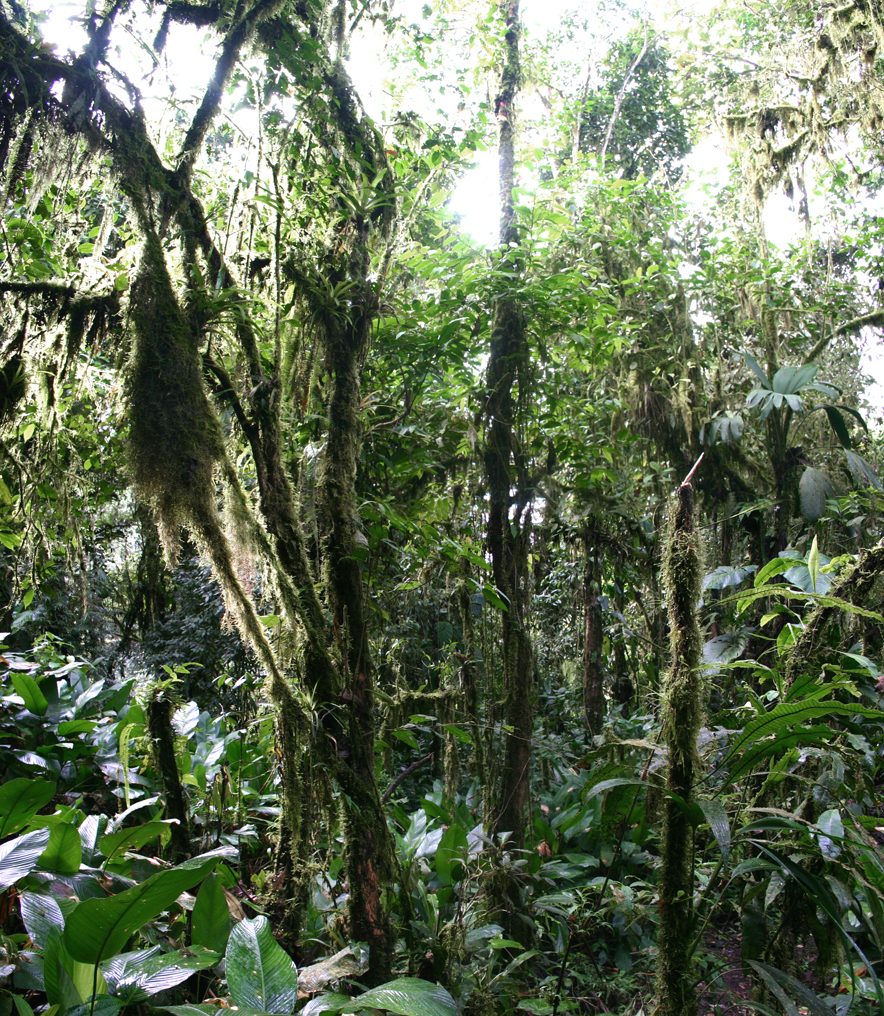
Тропічний ліс у дощовий сезон. Еквадор

Ця структура біогеоценозу визначається насамперед складом фітоценозу. Як правило, фітоценози розчленовані на досить добре відмежовані в просторі (по вертикалі і по горизонталі), а іноді і в часі елементи структури, або ценоелементи. До основних ценоелементів відносяться яруси і мікроугруповання. Перші характеризують вертикальне, другі — горизонтальне розчленування фітоценозів.
Основний фактор, який визначає вертикальний розподіл рослин, — кількість світла, що зумовлює температурний режим і режим вологості на різних рівнях над поверхнею ґрунту в біогеоценозі. Рослини верхніх ярусів більш світлолюбні, ніж низькорослі, і краще за них пристосовані до коливань температури і вологості повітря. Нижні яруси утворені рослинами менш вимогливими до світла; трав'янистий покрив лісу в результаті відмирання листя, стебел, коренів бере участь в процесі ґрунтоутворення і тим самим впливає на рослини верхнього ярусу.
Яруси особливо добре помітні в лісах помірного поясу. В них можна виділити 5-6 ярусів:
1. перший (верхній) ярус утворюють дерева першої величини (дуб черешчатий, липа серцеподібна, в'яз гладенький і ін.),
2. другий — дерева другої величини (горобина звичайна, дикі яблуня і груша, черемха і ін.)
3. третій ярус становить підлісок, утворений чагарниками (ліщина звичайна, крушина ламка, бересклет європейський і ін.);
4. четвертий ярус складається з високих трав (чистець лісовий, кропива, снить звичайна) і чагарничків (чорниця),
5. п'ятий ярус складений з низьких трав (осока волосиста, копитняк європейський);
6. в шостому ярусі — мохи, лишайники.

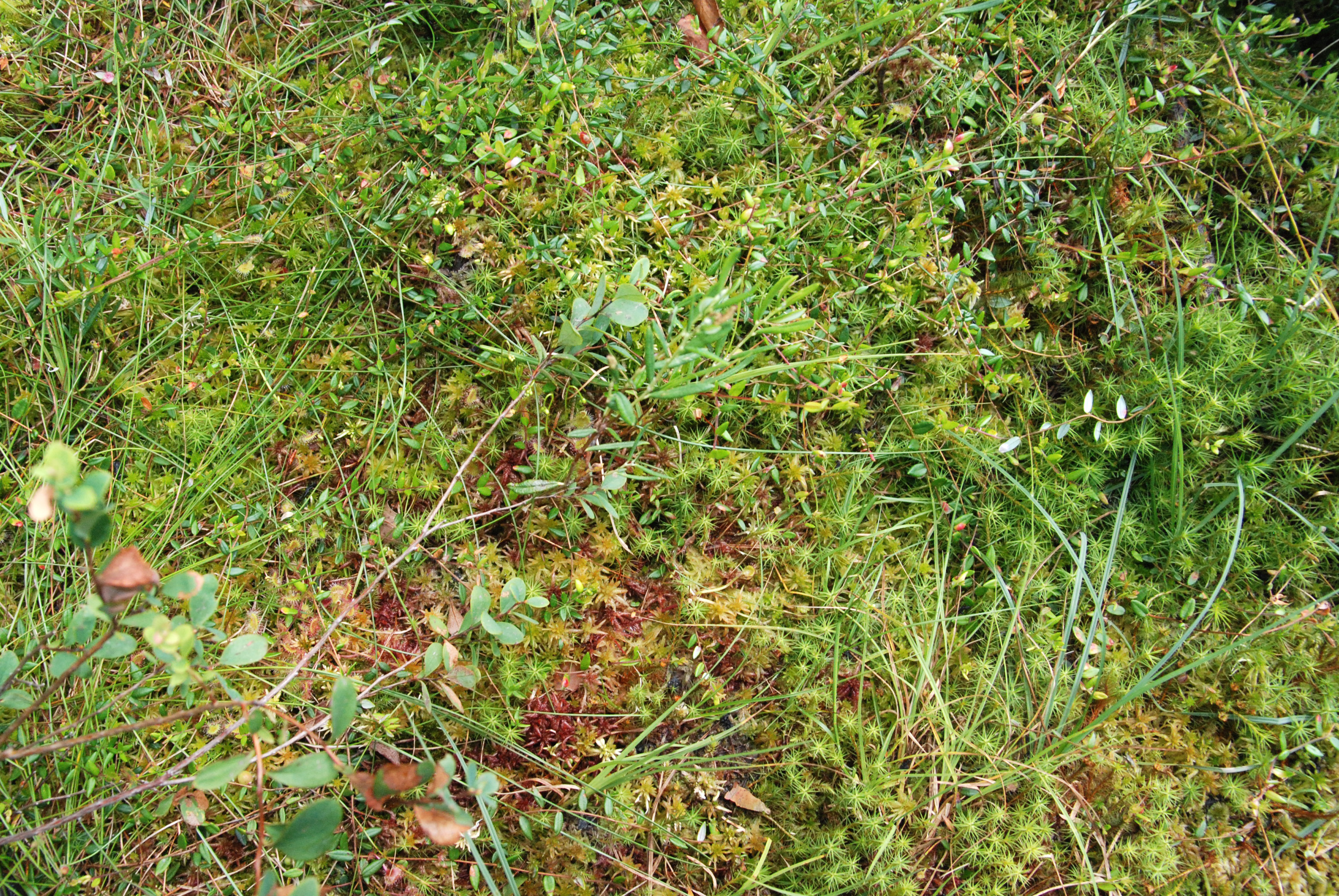
6. ярус

Тварини також переважно приурочені до того чи іншого ярусу рослинності. Наприклад, серед птахів є види, що гніздяться лише на землі (фазанові, тетеруки, плиски, вівсянки), інші — в чагарниковому ярусі (дрозди, славки, снігурі) або в кронах дерев (зяблики, щиглики, корольки, великі хижаки та ін.).
Підземна ярусність фітоценозів, як правило, відсутня. Встановлено, що за дуже рідкісним винятком, загальна маса підземних органів закономірно знижується зверху вниз. Особливо істотне спадання кількості дрібних сисних коренів, основна маса яких приурочена до верхнього горизонту ґрунту, де зосереджено понад 90% всіх коренів. Такий розподіл активної частини коренів пов'язаний з утворенням в поверхневих горизонтах ґрунту найбільшої кількості доступних для рослин елементів мінерального живлення, в першу чергу азоту. У ряді випадків має значення погіршення (зверху вниз) умов аерації. Все це визначає навіть для рослин, що глибоко вкорінюються, значимість використання поверхневого горизонту ґрунту, де формується постійне або тимчасово існуюче коріння.
Розчленованість (неоднорідність) в горизонтальному напрямку — мозаїчність — властива практично всім біогеоценозам. Мозаїчність виражається наявністю в бігеоценозі різних мікроугруповань, які розрізняються видовим складом, кількісним співвідношенням різних видів, зімкнутістю, продуктивністю та іншими ознаками і властивостями. 

Нерівномірність у розподілі видів живих організмів в межах біогеоценозів і пов'язана з цим мозаїчність зумовлені низкою причин: особливостями біології розмноження і форми рослин, неоднорідністю ґрунтових умов (наявність понижень і підвищень), середовищеутворювальним впливом рослин та ін. Мозаїчність може виникнути в результаті діяльності тварин (утворення мурашників, витоптування травостою копитними тощо) або людини (вибіркова рубка, кострища тощо).

## Екологічна структура біогеоценозу
Кожен біогеоценоз складається з певних екологічних груп організмів, співвідношення яких відображає екологічну структуру спільноти, яка складається протягом тривалого часу в певних кліматичних, ґрунтових і ландшафтних умовах строго закономірно. Наприклад, в біогеоценозах різних природних зон закономірно змінюється співвідношення  фітофагів (тварин, що харчуються рослинами) і  сапрофагів. У степових, напівпустельних і пустельних районах фітофаги переважають над сапрофагами, а в лісових біоценозах, навпаки, сильніше розвинені сапрофаги. У глибинах океану основним типом харчування є хижацтво, тоді як на освітленій поверхні водойми переважають фільтратори, що споживають фітопланктон, або види зі змішаним типом живлення. 

Екологічну структуру біогеоценозів відображає і співвідношення таких груп рослин, як гігрофіти, мезофіти і ксерофіти, а серед тварин — гігрофіли, мезофіли і ксерофіли. Природно, що в посушливих місцях проживання переважають рослини з ксероморфними ознаками (склерофіти і сукуленти), а на сильно зволожених територіях — гігрофіти. Різноманітність і наявність представників тієї чи іншої екологічної групи організмів забезпечує їх високу щільність на одиницю поверхні, максимальну біологічну продуктивність, оптимальні конкурентні відносини і, нарешті, дає чітке уявлення про особливості того чи іншого біотопу.

## Трофічна структура біогеоценозу
Основу трофічної (харчової) структури біогеоценозу складають ланцюги живлення.
Таким чином, структура біогеоценозу дає можливість визначити властивості того або іншого співтовариства, з'ясувати перспективу його стійкості в часі і просторі, а також передбачати можливі наслідки впливу на нього  антропогенного чинника.